# Club de Fútbol Lloret
El Club de Fútbol Lloret es un club de fútbol español con sede en Lloret de Mar, en la comarca de La Selva, Cataluña. Fundado en 1921, compite en la Lliga Elit, una de las categorías superiores del fútbol regional catalán. Ha sido un equipo destacado en el ámbito amateur y regional de Cataluña, con participaciones en la Tercera División de España y en varias competiciones de copa regionales. El club es conocido por su papel en la formación de jugadores y el fomento del deporte en la región.

## Historia
La práctica del fútbol en Lloret de Mar se remonta a principios del siglo XX, cuando el deporte comenzó a ganar popularidad en Cataluña. La presencia de Joan Gamper, fundador del Fútbol Club Barcelona, fue clave en esta expansión. Gamper pasaba sus veranos en Lloret, promoviendo la práctica del fútbol y organizando encuentros locales, lo cual incentivó a los jóvenes de la zona a involucrarse en el deporte.
En 1918, se fundó el primer club en la localidad, el CF Lloret, y en 1921 se creó el SC Lloret. Tras la Guerra Civil Española, el equipo adoptó su nombre actual, Club de Fútbol Lloret, convirtiéndose en un referente del fútbol amateur en la región.
El CF Lloret vivió su época dorada entre las décadas de 1960 y 1980, cuando compitió durante 14 temporadas en la Tercera División de España, consolidándose como uno de los equipos más destacados de la provincia de Gerona. Durante este periodo, el club alcanzó importantes logros en competiciones regionales. En 1968, obtuvo el prestigioso Trofeo Moscardó, tras vencer al Atlètic Catalunya por 2-1 en la final.
En los años 80, el equipo se consagró en la Copa Generalitat al ganar el título en dos ocasiones consecutivas. En 1987, derrotó en la final al CP San Cristóbal con un marcador de 3-0, y en 1988 volvió a ganar la copa en una reñida final contra el UE Sant Andreu, donde se impuso en una tanda de penaltis tras empatar 1-1 en el tiempo reglamentario. Estos logros reforzaron el prestigio del CF Lloret como uno de los clubes importantes en el fútbol regional catalán.

## Instalaciones
El club disputa sus partidos en el Campo Municipal de Lloret de Mar, ubicado en el centro de la localidad. Este estadio, con capacidad para 400 espectadores, es un espacio emblemático que no solo alberga los encuentros del equipo en competiciones oficiales, sino también eventos comunitarios y formativos, siendo un pilar del deporte regional en Lloret de Mar.
El campo cuenta con instalaciones modernas, incluyendo vestuarios renovados, una pequeña grada cubierta y áreas de entrenamiento, adaptadas para satisfacer las necesidades del club y de sus categorías inferiores. Además, se han realizado mejoras recientes en la iluminación del campo y en el césped, permitiendo entrenamientos y partidos en horarios nocturnos.
Para las categorías base y los entrenamientos, el CF Lloret utiliza el campo auxiliar conocido como El Molí de Lloret. Este espacio complementario permite a las categorías inferiores desarrollar sus habilidades en un entorno seguro y adecuado para el aprendizaje. El Molí de Lloret también es utilizado para actividades de formación y torneos locales, convirtiéndose en un recurso fundamental para la cantera del club.

## Estructura y cantera
El CF Lloret es reconocido por su labor en el desarrollo de jóvenes futbolistas. Actualmente, el club cuenta con más de 20 equipos en distintas categorías, incluyendo fútbol 11 y fútbol 7, que suman aproximadamente 350 jugadores federados. La escuela de fútbol del club, abierta para niños desde los 4 años, representa una base sólida para la formación de futuros jugadores de la comarca.

## Palmarés

### Títulos regionales
| Competición                           | Títulos    | Subcampeonatos    |
| ------------------------------------- | ---------- | ----------------- |
| Copa Generalitat                      | 1987, 1988 | Finalista en 1986 |
| Campeonato de Cataluña de aficionados | 1979       | –                 |
| Trofeo Moscardó                       | 1968       | –                 |

## Temporada a temporada
A lo largo de su historia, el club ha competido en diversas categorías dentro del sistema de ligas de fútbol en España. El club se ha destacado especialmente por sus 14 temporadas en la Tercera División de España, donde consolidó su presencia como uno de los equipos más representativos de la región. Además, el CF Lloret ha militado en 32 temporadas en el primer nivel de ligas territoriales catalanas (Lliga Elit, Primera Catalana, Regional Preferente Catalana o Primera Regional Catalana) y en 16 temporadas en ligas de segundo nivel territorial (Preferente Territorial Catalana, Primera Regional Catalana o Segunda Regional Catalana), En la actualidad, el equipo compite en la Lliga Elit catalana, manteniendo su compromiso y legado en el fútbol regional.
| Temporada | Nivel        | División      | Posición     | Copa del Rey  |
| --------- | ------------ | ------------- | ------------ | ------------- |
| 1943–44   | 6            | 2ª Cat. Ord.  | 5.º          |               |
| 1944–45   | 8            | 3ª Reg.       | 3.º          |               |
| 1945–46   | 6            | 2ª Cat. Pref. | 7.º          |               |
| 1946–47   | 6            | 3ª Reg.       | 10.º         |               |
| 1947–1955 | No Participa | No Participa  | No Participa | No Participa  |
| 1955–56   | 5            | 2ª Reg.       | 11.º         |               |
| 1956–57   | 5            | 2ª Reg.       | 2.º          |               |
| 1957–58   | 4            | 1ª Reg.       | 19.º         |               |
| 1958–59   | 5            | 2ª Reg.       | 2.º          |               |
| 1959–60   | 4            | 1ª Reg.       | 20.º         |               |
| 1960–61   | 4            | 1ª Reg.       | 20.º         |               |
| 1961–62   | 4            | 1ª Reg.       | 2.º          |               |
| 1962–63   | 4            | 1ª Reg.       | 5.º          |               |
| 1963–64   | 4            | 1ª Reg.       | 7.º          |               |
| 1964–65   | 4            | 1ª Reg.       | 12.º         |               |
| 1965–66   | 4            | 1ª Reg.       | 1.º          |               |
| 1966–67   | 3            | 3.ª           | 4.º          |               |
| 1967–68   | 3            | 3.ª           | 6.º          |               |
| 1968–69   | 3            | 3.ª           | 14.º         |               |
| 1969–70   | 3            | 3.ª           | 15.º         | Segunda ronda |
| 1970–71   | 4            | Reg. Pref.    | 7.º          |               |
| 1971–72   | 4            | Reg. Pref.    | 9.º          |               |
| 1972–73   | 4            | Reg. Pref.    | 8.º          |               |
| 1973–74   | 4            | Reg. Pref.    | 20.º         |               |
| 1974–75   | 5            | 1ª Reg.       | 2.º          |               |
| 1975–76   | 5            | 1ª Reg.       | 6.º          |               |
| 1976–77   | 5            | 1ª Reg.       | 7.º          |               |
| 1977–78   | 6            | 1ª Reg.       | 2.º          |               |
| 1978–79   | 5            | Reg. Pref.    | 16.º         |               |
| 1979–80   | 5            | Reg. Pref.    | 11.º         |               |
| 1980–81   | 5            | Reg. Pref.    | 2.º          |               |
| 1981–82   | 4            | 3.ª           | 12.º         |               |
| 1982–83   | 4            | 3.ª           | 5.º          |               |
| 1983–84   | 4            | 3.ª           | 2.º          | Segunda ronda |
| 1984–85   | 4            | 3.ª           | 2.º          | Primera ronda |
| 1985–86   | 4            | 3.ª           | 13.º         | Primera ronda |
| 1986–87   | 4            | 3.ª           | 11.º         |               |
| 1987–88   | 4            | 3.ª           | 17.º         |               |
| 1988–89   | 4            | 3.ª           | 9.º          |               |
| 1989–90   | 4            | 3.ª           | 3.º          |               |
| 1990–91   | 4            | 3.ª           | 18.º         | Primera ronda |
| 1991–92   | 5            | 1ª Cat.       | 12.º         |               |
| 1992–93   | 5            | 1ª Cat.       | 18.º         |               |
| 1993–94   | 5            | 1ª Cat.       | 20.º         |               |
| 1994–95   | 6            | Pref. Terr.   | 9.º          |               |
| 1995–96   | 6            | Pref. Terr.   | 7.º          |               |
| 1996–97   | 6            | Pref. Terr.   | 12.º         |               |
| 1997–98   | 6            | Pref. Terr.   | 6.º          |               |
| 1998–99   | 6            | Pref. Terr.   | 15.º         |               |
| 1999–2000 | 7            | 1ª Terr.      | 2.º          |               |
| 2000–01   | 6            | Pref. Terr.   | 4.º          |               |
| 2001–02   | 6            | Pref. Terr.   | 17.º         |               |
| 2002–03   | 7            | 1ª Terr.      | 11.º         |               |
| 2003–04   | 7            | 1ª Terr.      | 4.º          |               |
| 2004–05   | 7            | 1ª Terr.      | 8.º          |               |
| 2005–06   | 7            | 1ª Terr.      | 5.º          |               |
| 2006–07   | 7            | 1ª Terr.      | 2.º          |               |
| 2007–08   | 6            | Pref. Terr.   | 8.º          |               |
| 2008–09   | 6            | Pref. Terr.   | 15.º         |               |
| 2009–10   | 7            | 1ª Terr.      | 3.º          |               |
| 2010–11   | 7            | 1ª Terr.      | 1.º          |               |
| 2011–12   | 5            | 1ª Cat.       | 9.º          |               |
| 2012–13   | 5            | 1ª Cat.       | 13.º         |               |
| 2013–14   | 5            | 1ª Cat.       | 12.º         |               |
| 2014–15   | 5            | 1ª Cat.       | 7.º          |               |
| 2015–16   | 5            | 1ª Cat.       | 13.º         |               |
| 2016–17   | 5            | 1ª Cat.       | 6.º          |               |
| 2017–18   | 5            | 1ª Cat.       | 14.º         |               |
| 2018–19   | 5            | 1ª Cat.       | 9.º          |               |
| 2019–20   | 5            | 1ª Cat.       | 11.º         |               |
| 2020–21   | 5            | 1ª Cat.       | 2.º          |               |
| 2021–22   | 6            | 1ª Cat.       | 2.º          |               |
| 2022–23   | 6            | 1ª Cat.       | 6.º          |               |
| 2023–24   | 6            | Lliga Elit    | 9.º          |               |
| 2024-25   | 6            | Lliga Elit    |              |               |